# Julie Jurištová

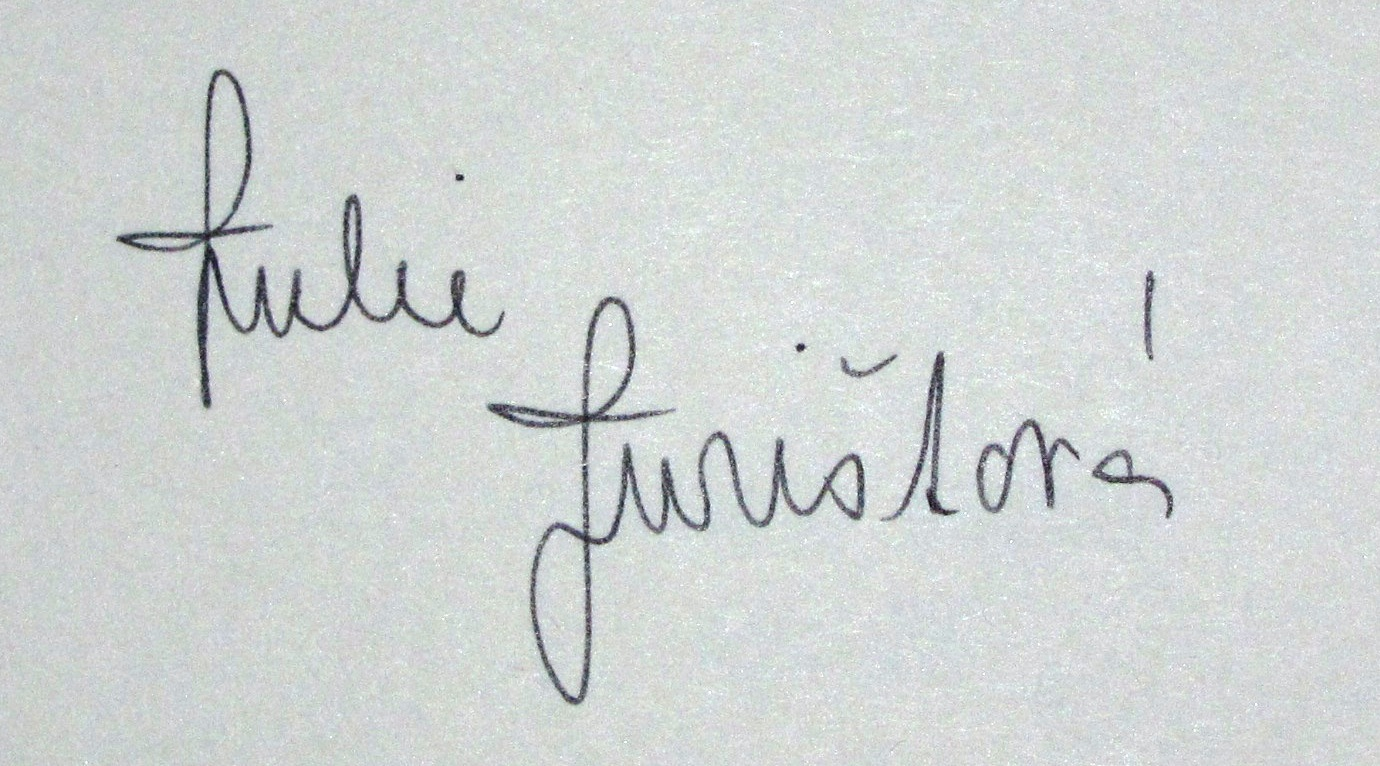
Autogramm von Julie Jurištová

Julie Jurištová (* 29. November 1955 in Znojmo, Tschechoslowakei) ist eine tschechische Schauspielerin. In Deutschland wurde sie vor allem durch die DEFA-Koproduktion Schneeweißchen und Rosenrot (1979) bekannt.

## Leben und Wirken
Obwohl Julie Jurištová als Fünfzehnjährige für das Studium am Prager Konservatorium nicht zugelassen wurde, spielte sie in den 1970er Jahren in Theatern in Český Těšín und Most. Dank dieser Engagements konnte sie später an der Theaterfakultät der Akademie der Musischen Künste in Prag (DAMU) bei Miloš Nedbal die Schauspielkunst studieren. 1978 beendete sie das Studium. Seit 1979 ist sie  für die städtischen Bühnen in Prag tätig, insbesondere auf den Bühnen Rokoko und ABC. In dieser Zeit erhielt sie auch vermehrt verschiedene Angebote aus Film und Fernsehen. Sie spielte in der DEFA-Koproduktion Schneeweißchen und Rosenrot neben Katrin Martin und Pavel Trávníček die Figur des „Schneeweißchen“. In Václav Vorlíčeks Märchenfilm Prinz und Abendstern mit Libuše Šafránková in der Hauptrolle gab sie die Prinzessin Helenka und in der Filmkomödie Aber Doktor übernahm sie die Rolle der Susanne Koch.
Im Jahr 1998 gründete Jurištová ihre Julia Jurištovás Theatergesellschaft, mit der sie sich diesem Ziel als Produzentin widmet und seitdem ihre Tätigkeit als Schauspielerin stark einschränkt.

## Filmografie
- 1975: Tetované časom
- 1976: Die Nacht des Klavierspielers (Noc klavíristy)
- 1976: Boty plné vody
- 1978: Herr Tau reist um die Welt (Pan Tau, TV-Serie, zwei Folgen)
- 1978: Od zítřka nečaruji
- 1979: Láďo, ty jsi princezna! (TV)
- 1979: Na dvoře vévodském (TV)
- 1979: Das neunte Herz (Deváté srdce)
- 1979: Schneeweißchen und Rosenrot
- 1979: Prinz und Abendstern (Princ a Večernice)
- 1979: Bakaláři (TV-Serie, eine Folge)
- 1980: Toto léto doma
- 1980: Aber Doktor (TV)
- 1980: Stopař
- 1981: Předeme, předeme zlatou nitku (TV)
- 1982: Píseň nemilovaného
- 1982: Kouzelné dobrodružství
- 1984: Ein Haus mit tausend Gesichtern (My všichni školou povinní, TV-Serie, vier Folgen)
- 1984: Sen noci svatojánské (TV)
- 1984: Prodavač humoru
- 1984: Kouzelníkův návrat
- 1984: Banditen (TV)
- 1985: Eine zu große Chance (Příliš velká šance)
- 1986: Synové a dcery Jakuba skláře (TV-Serie, vier Folgen)
- 1986: Statečný Azmun (TV)
- 1987: Arabesken (Arabesky, TV)
- 1990: Démantový déšť (TV)
- 1991: F-E-D-A (TV)
- 1993: O poklad Anežky České (TV-Serie)